# Dawda Kairaba Jawara
Dawda Kairaba Jawara (ur. 16 maja 1924 w Barajally, zm. 27 sierpnia 2019 w Fajara, przedmieściu Bakau) – gambijski lekarz i polityk, w latach 1962–1970 pierwszy i jedyny premier Gambii, w latach 1970–1994 pierwszy prezydent Gambii. Został obalony wskutek przewrotu wojskowego.
Dawda Kairaba Jawara urodził się w Barajally w dystrykcie MacCarthy Island, w rodzinie kupca z ludu Mandinka. Uczęszczał do szkoły dla chłopców, prowadzonej przez metodystów, a następnie wyjechał do Europy, gdzie podjął studia weterynaryjne na University of Glasgow. W 1953 roku, po uzyskaniu uprawnień chirurga weterynaryjnego   powrócił do Gambii. 
W 1959 roku wstąpił do działającej w Gambii Partii Ludowej Protektoratu (Protectorate People’s Party) i stał się jej liderem. Partia zmieniła nazwę i jako Ludowa Partia Postępowa wystartowała w 1960 roku w wyborach parlamentarnych. Uzyskał mandat i został ministrem edukacji w rządzie. Zrezygnował ze stanowiska w 1961 roku. W 1962 roku Ludowa Partia Postępowa, wygrała kolejne wybory parlamentarne i utworzyła rząd, ma którego czele stanął Jawara. 
W 1965 roku rządzona przez niego Gambia ogłosiła niepodległość. Rok później kierowana przez Jawarę Ludowa Partia Postępowa, wygrała w kolejnych wyborach parlamentarnych. Również w 1966 roku Jawara otrzymał brytyjski tytuł szlachecki. W 1970 roku, gdy Gambia została przekształcona z monarchii funkcjonującej w ramach Wspólnota Narodów w niezależną republikę, Jawara objął stanowisko prezydenta.
Ludowa Partia Postępowa wygrywała w wyborach parlamentarnych jeszcze pięciokrotnie (w latach 1972, 1977, 1982, 1987, 1992). W 1981 w Gambii doszło do próby zamachu stanu, co skłoniło Jawarę do zacieśnienia współpracy z Senegalem. Konfederacja tych dwóch państw, nazywana Senegambią funkcjonowała w latach 1981-1989. 
W 1994 roku w Gambii doszło do zamachu stanu przeprowadzonego przez wojskowych dowodzonych przez Yahya Jammeha. Dawda Jawara i jego rodzina uzyskali schronienie w Senegalu, a następnie wyemigrowali do Londynu. W 2001 roku prezydent Yahya Jammeh udzielił zgody na powrót Jawary do Gambii. Jawara wrócił do kraju w 2002 roku, nie angażował się w politykę krajową, działał jednak we Wspólnocie Gospodarczej Państw Afryki Zachodniej.
Jego wizerunek znajdował się na gambijskich monetach obiegowych o nominale 1, 2, 5, 10, 25 i 50 bututów, a także 1 dalasi wyemitowanych w 1971 roku. Również monety o nominale 1 bututa z lat 1973-1974 i 1 dalasi z 1987 roku przedstawiają wizerunek Jawary. 